# Ла-Вильнёв-о-Шен
Ла-Вильнёв-о-Шен (фр. La Villeneuve-au-Chêne) — коммуна во Франции, находится в регионе Шампань — Арденны. Департамент — Об. Входит в состав кантона Вандёвр-сюр-Барс. Округ коммуны — Бар-сюр-Об.
Код INSEE коммуны — 10423.
Коммуна расположена приблизительно в 165 км к юго-востоку от Парижа, в 80 км южнее Шалон-ан-Шампани, в 25 км к востоку от Труа. Стоит на реке Барс.

## Население
Население коммуны на 2008 год составляло 431 человек.
| 1962 | 1968 | 1975 | 1982 | 1990 | 1999 | 2008 |
| ---- | ---- | ---- | ---- | ---- | ---- | ---- |
| 362  | 414  | 391  | 404  | 429  | 413  | 431  |

## Экономика
В 2007 году среди 275 человек в трудоспособном возрасте (15—64 лет) 211 были экономически активными, 64 — неактивными (показатель активности — 76,7 %, в 1999 году было 72,5 %). Из 211 активных работали 196 человек (111 мужчин и 85 женщин), безработных было 15 (6 мужчин и 9 женщин). Среди 64 неактивных 19 человек были учениками или студентами, 24 — пенсионерами, 21 были неактивными по другим причинам.

## Фотогалерея
- Озеро
- Карта коммуны